# Síndrome de captura precordial
El síndrome de pinzamiento precordial ( PCS en inglés) es una afección leve en la que se presenta un dolor agudo y punzante en el pecho. Por lo general, estos dolores empeoran al inhalar y ocurren dentro de una área pequeña. Los episodios de dolor suelen durar unos pocos minutos. Por lo general, comienza estando el paciente en reposo y no se acompaña de otros síntomas. La aparición del dolor puede provocar miedo y ansiedad, ya que puede confundirse con un infarto de corazón.
La causa subyacente no está clara. Algunos creen que el dolor puede deberse a una inflamación de la pared torácica o a la irritación de un nervio intercostal. Entre los factores de riesgo se puede destacar el estrés psicológico. El dolor no tiene su origen en el corazón. El diagnóstico se realiza en base a los síntomas. Otras condiciones que pueden producir síntomas similares incluyen angina, pericarditis, pleuresía y trauma torácico.
El tratamiento de elección es tranquilizar al afectado y calmar sus miedos, ya que el dolor generalmente se resuelve sin ningún tratamiento específico. El pronóstico es muy bueno.  El síndrome de pinzamiento precordial es relativamente común, y los niños entre las edades de 6 y 12 años son los más afectados. Con igual afectación en ambos sexos. Es menos común en adultos. La condición ha sido descrita al menos desde 1955.